# Argyrosomus japonicus
Argyrosomus japonicus és una espècie de peix de la família dels esciènids i de l'ordre dels perciformes.

## Morfologia
- Els mascles poden assolir 181 cm de longitud total i 75 kg de pes.
- Nombre de vèrtebres: 25.[1][2]

## Depredadors
A Austràlia és depredat per Argyrosomus hololepidotus i a Sud-àfrica per Crocodylus niloticus, Carcharhinus brachyurus, Carcharhinus limbatus, Carcharhinus obscurus i Sphyrna zygaena.

## Hàbitat
És un peix de clima tropical i bentopelàgic.

## Distribució geogràfica
Es troba a Austràlia, la Xina (incloent-hi Hong Kong), Djibouti, l'Índia, el Japó (incloent-hi les Illes Ryukyu), Corea, Maurici, Moçambic, Oman, el Pakistan, Sud-àfrica, Taiwan i el Vietnam.

## Ús comercial
És important com a aliment.

## Observacions
És inofensiu per als humans.